# Partit Croat dels Drets
El Partit Croat dels Drets (croat: Hrvatska Stranka Prava, HSP) és un partit dretà de Croàcia, el més antic del país. Els "Drets" del seu nom es refereixen a la idea dels drets ètnics i nacionals de Croàcia que el partit sempre ha vetllat per protegir des de la seva fundació al segle xix.

## Fundació
L'HSP es fundà el 26 de juny del 1861 quan l'Ante Starčević i l'Eugen Kvaternik presentaren per primer cop les polítiques del "Partit dels Drets" al Parlament Croat damenant més autonomia de Croàcia i autogovern en una època en la qual Croàcia estava dividida en diverses contrades dins de la Monarquia dels Habsburg.
A principis d'octubre de 1871, Kvaternik i diversos altres membres de la HSP van desautoritzar la posició oficial del partit la defensa d'una solució política i, en canvi, van llançar una revolta al poble de Rakovica, Kordun. Els rebels van declarar els següents objectius:
- Llibertat del poble croat de l'opressió austríaca i hongaresa
- Proclamació de la independència de Croàcia
- Igualtat davant la llei
- Autonomia municipal
- Abolició de la Frontera militar i la introducció dels comtats lliures
- Respecte per les dues religions en l'amor i la unitat

Els rebels també va tractar de fomentar la participació dels serbis ortodoxos en la revolta, i alguns d'ells ho van fer, però la insurrecció va ser aviat aixafada per les autoritats. La major part dels rebels van morir, entre ells Kvaternik.

## Després de la Primera Guerra Mundial
L'HSP va donar la benvinguda a la dissolució d'Àustria-Hongria arran de la Primera Guerra Mundial com un mitjà per aconseguir la independència de Croàcia. En conseqüència, el partit es va oposar a la creació del Regne dels Serbis, Croats i Eslovens. El 1929, el rei de Iugoslàvia va prohibir tots els partits polítics, i l'ala militant del HSP va passar a la clandestinitat per organitzar el moviment nacional-socialista ústaixa, encapçalat per l'ex secretari del partit Ante Pavelić.
Durant la Segona Guerra Mundial els ústaixa van assumir el poder mitjançant la formació de l'Estat independent de Croàcia (NDH), un estat titella del Tercer Reich i la Itàlia feixista. L'ústaixa va tractar d'establir un estat croat ètnicament "pur", i va cometre atrocitats i conversions forçosa al catolicisme contra serbis i altres. L'afinitat del HSP amb l'ústaixa Ustachá durant la guerra greument danyada la reputació del partit, de la qual encara ha de recuperar-se.
Després de la victòria comunista, el Partit Comunista de Iugoslàvia va establir un règim de partit i, per tant, va posar fora de la llei tots els altres partits polítics, inclòs el HSP.

## Després de la dissolució de Iugoslàvia
Després de la caiguda del comunisme a la dècada de 1990, el partit va ser restaurat, però aviat es va veure eclipsat per la Unió Democràtica Croata (HDZ), partidària de la independència però que inclou ex membres l'elit comunista de Iugoslàvia. Els anys de la guerra van ser un període turbulent en què el partit estava involucrat en la creació de les anomenades Forces de Defensa Croates (Hrvatske Obrambene Snage, HOS), una de les primeres unitats de voluntaris paramilitar que tenia per objecte garantir la independència croata de Iugoslàvia. L'acrònim HOS, però, també se semblava al de laera indicatiu s'assembla a la Hrvatske Oružane Snage, una formació de l'Estat independent de Croàcia de 1944. Els membres del HOS portaven uniformes de color negre que s'assemblava a la Legió Negra de la Segona Guerra Mundial, i va atreure a les seves files molts neofeixistes que exhibien insígnies ústaixa.
El govern de la HDZ va cooperar amb ells fins a la caiguda de Vukovar; després d'això els dirigents de la HSP i HOS van ser empresonats per "activitats terroristes" i "obstrucció del govern democràticament escollit", encara que més tard foren alliberats.
El primer president postcomunista del partit, Ante Paradžik era un dissident polític a l'ex-Iugoslàvia quan era un dels líders estudiantils de la primavera croata, però va ser assassinat durant la guerra, segons sembla assassinat. El seu successor, i l'exvicepresident del Partit Dobroslav Paraga, que també havia xocat amb les autoritats comunistes de Iugoslàvia en la dècada de 1980, es va trobar en una lluita de poder amb el seu segon, Anto Đapić. Paraga i Đapić van lliurar una batalla legal pel dret a utilitzar el nom del partit, una disputa que Paraga va perdre. Paraga més tard van formar el Partit Croat de Dret 1861 (HSP 1.861) però en aquell moment ja estava políticament marginat.
La HSP es considera un partit neo-conservador. Defensa la prohibició de l'avortament i dels matrimonis del mateix sexe. La seva reputació política es va veure greument danyada després que els mitjans de comunicació s'assabentessin que el seu cap havia fet trampa per obtenir el seu primer postgrau en Dret a la Universitat de Split, en connivència amb Boris Kandare, un alt membre del seu partit i professor de la Facultat de Dret. També va ser acusat públicament de fingir lesions per a obtenir la condició de veterà de guerra. Malgrat aquestes revelacions, la carrera de Đapić com a cap de la HSP no es va veure afectada. Fins i tot després que el partit va perdre molts militants i que havia tret mals resultats (va perdre 7 dels 8 escons de 2003) sobre les eleccions legislatives croates de 2007, va romandre com a cap del partit (que va renunciar temporalment, però en poques setmanes va retirar la seva renúncia).
El modern HSP es refereix a la NDH com una expressió només dels interessos nacionals de Croàcia, i el partit sovint fa servir frases i símbols similars als utilitzats per l'Estat feixista durant la guerra. La direcció del partit, però, ha tractat de distanciar-se del de les comparacions amb l'era de la NDH fetes en 2003, en un intent d'atreure els votants més moderats.
A les eleccions legislatives croates de 2003, el partit - en una aliança amb el Partit Međimurje (Međimurska Stranka), el Partit Democràtic de Zagorje (Zagorska Demokratska Stranka) i l'independent Slaven Letica - va guanyar un 6,4% dels vots i 8 de 151 seients, tots per al HSP i Slaven Letica. A les de 2003, però, només en va conservar un.

## Resultats electorals
| Elecció | %    | Escons |
| 1992    | 7,06 | 5      |
| 1995    | 3,15 | 4      |
| 2000    | 2,65 | 4      |
| 2003    | 6,4  | 8      |
| 2007    | 3,5  | 1      |